# فهرست دانشگاه‌های استرالیا
۴۳ دانشگاه در استرالیا وجود دارد که از این تعداد ۴۰ دانشگاه عمومی، دو دانشگاه بین‌المللی و یکی خصوصی است.

## دانشگاه‌ها
| دانشگاه                                | مقر اصلی                                               | ایالت       | وابسته به                | سال تأسیس | سال به رسمیت شناخته شدن | رتبه‌بندی تایمز | رتبه‌بندی شانگهای | رتبه‌بندی کیو اس |
| -------------------------------------- | ------------------------------------------------------ | ----------- | ------------------------ | --------- | ----------------------- | -------------- | ---------------- | --------------- |
| Australian Catholic University         | سیدنی، بریزبن، کانبرا، بلرت و ملبورن                   | National    | هیچ                      | ۱۹۹۱      | ۱۹۹۱                    |                |                  |                 |
| دانشگاه ملی استرالیا                   | کانبرا                                                 | ACT         | گروه دانشگاه‌های استرالیا | ۱۹۴۶      | ۱۹۴۶                    | ۴۵             | ۷۴               | ۲۵              |
| دانشگاه باند                           | گلد کوست                                               | QLD         | هیچ                      | ۱۹۸۷      | ۱۹۸۷                    |                |                  | ۴۲۱–۴۳۰         |
| Carnegie Mellon University - Australia | آدلاید                                                 | SA          | هیچ                      | ۲۰۰۶      | ۲۰۰۶                    |                |                  |                 |
| دانشگاه کوئینزلند مرکزی                | راکهمپتون                                              | کوئینزلند   | RUN                      | ۱۹۶۷      | ۱۹۹۲                    |                |                  |                 |
| دانشگاه چارلز داروین                   | Darwin                                                 | NT          | دانشگاه‌های تحقیقاتی خلاق | ۲۰۰۴      | ۲۰۰۴                    | ۳۰۱–۳۵۰        |                  | ۴۷۱–۴۸۰         |
| دانشگاه چارلز استورت                   | آلبری، [بثرست، نیو ساوت ولز\|بثرست]]، واگا واگا، اورنج | NSW         | هیچ                      | Various   | ۱۹۸۹                    |                |                  | ۷۰۱+            |
| دانشگاه کورتین                         | پرث                                                    | WA          | شبکه فناوری استرالیا     | ۱۹۰۲      | ۱۹۸۶                    | ۳۵۱–۴۰۰        | ۳۰۱–۴۰۰          | ۳۳۱             |
| دانشگاه دیکن                           | ملبورن، جیلان (استرالیا) ووارنامبول                    | VIC         | هیچ                      | ۱۹۷۴      | ۱۹۷۴                    | ۳۰۱–۳۵۰        | ۴۰۱–۵۰۰          | ۳۸۰             |
| دانشگاه ادیث کوان                      | پرث                                                    | WA          | هیچ                      | ۱۹۰۲      | ۱۹۹۱                    |                |                  | ۷۰۱+            |
| دانشگاه فلیندرز                        | آدلاید                                                 | SA          | دانشگاه‌های تحقیقاتی خلاق | ۱۹۶۶      | ۱۹۶۶                    |                | ۳۰۱–۴۰۰          | ۴۳۱–۴۴۰         |
| دانشگاه گریفیث                         | بریزبن و گلد کوست                                      | QLD         | دانشگاه‌های تحقیقاتی خلاق | ۱۹۷۱      | ۱۹۷۱                    |                | ۳۰۱–۴۰۰          | ۳۲۴             |
| دانشگاه جیمز کوک                       | تاونزویل                                               | QLD         | دانشگاه‌های تحقیقاتی خلاق | ۱۹۷۰      | ۱۹۷۰                    |                | ۳۰۱–۴۰۰          | ۳۵۱             |
| دانشگاه مک‌کواری                        | سیدنی                                                  | NSW         | هیچ                      | ۱۹۶۴      | ۱۹۶۴                    | ۳۰۱–۳۵۰        | ۲۰۱–۳۰۰          | ۲۵۴             |
| دانشگاه مانش                           | ملبورن                                                 | VIC         | گروه دانشگاه‌های استرالیا | ۱۹۵۸      | ۱۹۵۸                    | ۸۳             | ۱۰۱–۱۵۰          | ۷۰              |
| دانشگاه مرداک                          | پرث                                                    | WA          | دانشگاه‌های تحقیقاتی خلاق | ۱۹۷۳      | ۱۹۷۳                    | ۳۵۱–۴۰۰        |                  | ۵۵۱–۶۰۰         |
| دانشگاه فناوری کوئینزلند               | بریزبن                                                 | QLD         | شبکه فناوری استرالیا     | ۱۹۰۸      | ۱۹۸۹                    | ۲۷۶–۳۰۰        |                  | ۲۸۵             |
| مؤسسه سلطنتی فناوری ملبورن             | ملبورن                                                 | VIC         | شبکه فناوری استرالیا     | ۱۸۸۷      | ۱۹۹۲                    |                |                  | ۳۰۴             |
| Southern Cross University              | بندر کافس، Lismore, توئید هدز                          | NSW         | RUN                      | ۱۹۵۴      | ۱۹۹۴                    |                |                  |                 |
| دانشگاه فناوری سوینبرن                 | ملبورن                                                 | VIC         | هیچ                      | ۱۹۰۸      | ۱۹۹۲                    | ۳۵۱–۴۰۰        | ۳۰۱–۴۰۰          | ۴۸۱–۴۹۰         |
| دانشگاه آدلاید                         | آدلاید                                                 | SA          | گروه دانشگاه‌های استرالیا | ۱۸۷۴      | ۱۸۷۴                    | ۱۶۴            | ۱۵۱–۲۰۰          | ۱۰۰             |
| Federation University                  | بلرت                                                   | VIC         | RUN                      | ۱۸۷۰      | ۱۹۹۴                    |                |                  |                 |
| دانشگاه کانبرا                         | کانبرا                                                 | ACT         | هیچ                      | ۱۹۶۷      | ۱۹۹۰                    |                |                  | ۶۰۱–۶۵۰         |
| The University of Divinity             | ملبورن، آدلاید و سیدنی                                 | Multi-state | هیچ                      | ۱۹۱۰      | ۲۰۱۲                    |                |                  |                 |
| دانشگاه ملبورن                         | ملبورن                                                 | VIC         | گروه دانشگاه‌های استرالیا | ۱۸۵۳      | ۱۸۵۳                    | ۳۳             | ۴۴               | ۳۳              |
| دانشگاه نیو انگلند (استرالیا)          | آرمیدال                                                | NSW         | RUN                      | ۱۹۳۸      | ۱۹۵۴                    |                |                  | ۷۰۱+            |
| دانشگاه نیو ساوت ولز                   | سیدنی                                                  | NSW         | گروه دانشگاه‌های استرالیا | ۱۹۴۹      | ۱۹۴۹                    | ۱۰۹            | ۱۰۱–۱۵۰          | ۴۸              |
| دانشگاه نیوکاسل (استرالیا)             | نیوکاسل (استرالیا)                                     | NSW         | دانشگاه دولتی            | ۱۹۵۱      | ۱۹۶۵                    | ۲۵۱–۲۷۵        | ۳۰۱–۴۰۰          | ۲۵۷             |
| The University of Notre Dame Australia | Fremantle, Broome, Sydney                              | WA, NSW     | هیچ                      | ۱۹۸۹      | ۱۹۸۹                    |                |                  |                 |
| دانشگاه کوئینزلند                      | بریزبن                                                 | QLD         | گروه دانشگاه‌های استرالیا | ۱۹۰۹      | ۱۹۰۹                    | ۶۵             | ۸۵               | ۴۳              |
| دانشگاه استرالیای جنوبی                | آدلاید                                                 | SA          | شبکه فناوری استرالیا     | ۱۸۵۶      | ۱۹۹۱                    | ۲۷۶–۳۰۰        |                  | ۳۳۳             |
| دانشگاه کوئینزلند جنوبی                | توومبا                                                 | QLD         | RUN                      | ۱۹۶۷      | ۱۹۹۲                    |                |                  | ۷۰۱+            |
| دانشگاه سان‌شاین کوست                   | سان شاین کوست و آدلاید                                 | QLD         | RUN                      | ۱۹۹۴      | ۱۹۹۴                    |                |                  |                 |
| دانشگاه سیدنی                          | سیدنی                                                  | NSW         | گروه دانشگاه‌های استرالیا | ۱۸۵۰      | ۱۸۵۰                    | ۶۰             | ۱۰۱–۱۵۰          | ۳۷              |
| دانشگاه تاسمانی                        | هوبارت                                                 | TAS         | هیچ                      | ۱۸۹۰      | ۱۸۹۰                    |                | ۳۰۱–۴۰۰          | ۴۰۱–۴۱۰         |
| دانشگاه تکنولوژی سیدنی                 | سیدنی                                                  | NSW         | شبکه فناوری استرالیا     | ۱۸۹۳/۱۹۸۸ | ۱۹۸۸                    | ۲۲۶–۲۵۰        | ۳۰۱–۴۰۰          | ۹۰              |
| دانشگاه استرالیای غربی                 | پرت                                                    | WA          | گروه دانشگاه‌های استرالیا | ۱۹۱۱      | ۱۹۱۱                    | ۱۵۷            | ۸۸               | ۸۹              |
| دانشگاه سیدنی غربی                     | سیدنی                                                  | NSW         | هیچ                      | Various   | ۱۹۸۹                    | ۳۵۱–۴۰۰        |                  | ۶۵۱–۷۰۰         |
| دانشگاه ولونگونگ                       | ولونگونگ                                               | NSW         | هیچ                      | ۱۹۵۱      | ۱۹۷۵                    | ۲۷۶–۳۰۰        | ۳۰۱–۴۰۰          | ۲۸۳             |
| Torrens University Australia           | آدلاید                                                 | SA          | هیچ                      | ۲۰۱۴      | ۲۰۱۴                    |                |                  |                 |
| دانشگاه ویکتوریا در ملبورن             | ملبورن                                                 | VIC         | هیچ                      | ۱۹۱۶      | ۱۹۹۰                    |                |                  | ۷۰۱+            |
| دانشگاه لا تروب                        | ملبورن                                                 | VIC         | دانشگاه‌های تحقیقاتی خلاق | ۱۹۶۴      | ۱۹۶۷                    |                |                  | ۳۹۰             |